# Situation politique en Afrique française libérée

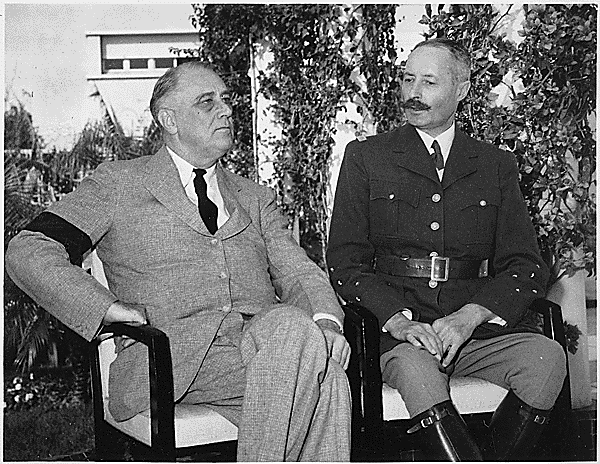
Franklin Delano Roosevelt et Henri Giraud à Casablanca, le 19 janvier 1943.

La situation politique dans les territoires français d'Afrique, entre novembre 1942 et avril 1943, notamment en Afrique française du Nord, est confuse, complexe et instable.
À la suite de l'opération Torch et du débarquement allié (principalement américain) en novembre 1942, et alors que la campagne de Tunisie se poursuit, l'Afrique française du Nord libérée — et donc sous contrôle allié — reste pourtant soumise au régime de Vichy et à toutes ses mesures discriminatoires durant plusieurs mois : d’abord sous l’autorité de l'amiral Darlan, capturé par les alliés et forcé de changer de camp, puis sous l’égide du général Henri Giraud, chef du Commandement en chef français civil et militaire. Cette situation était qualifiée par Roosevelt de « Military expediencies » (trad. « Opportunités militaires »). Jusqu'au printemps 1943, cette situation constitue par son caractère particulier une « survie artificielle de la révolution nationale » selon Jacques Cantier.
L'Afrique subsaharienne est quant à elle dans la situation suivante : l'Afrique-Occidentale française, dont Darlan a obtenu le ralliement, est dans le camp giraudiste, tandis que l'Afrique-Équatoriale française est passée depuis 1940 dans le camp de la France libre du général de Gaulle. Le camp gaulliste prend également le contrôle, fin 1942, de La Réunion et de la Côte française des Somalis. Madagascar, où les Britanniques ont débarqué sans prévenir les gaullistes, représente un cas à part : après la capitulation des vichystes en novembre 1942, les Britanniques administrent l'île durant plusieurs mois et n'en cèdent le contrôle à la France libre qu'en janvier 1943.
La situation des possessions africaines de la France, qui se joue politiquement en Afrique française du Nord (AFN), se stabilise progressivement avec la fusion des autorités de Brazzaville (France libre) et d'Alger (Commandement en chef français civil et militaire) au sein du Comité français de la Libération nationale en juin 1943.

## La situation de l'Afrique du Nord française le 8 novembre 1942
Le 8 novembre 1942, lors de l'opération Torch, les chefs de l'Afrique du Nord française ont le choix entre trois options : ou bien ils obéissent aux ordres qu'ils ont reçus de résister à tout envahisseur, ou bien ils donnent délibérément des ordres contraires aux consignes qu'ils ont reçues, ou enfin, ils choisissent une attitude intermédiaire qui consiste à ne rien faire et à attendre de voir comment évolue la situation.
Ce 8 novembre 1942, premier jour du débarquement américain, le général Juin est commandant en chef des forces françaises en Afrique du Nord. Il a succédé à ce poste au général Weygand en novembre 1941. Le général Noguès est résident général au Maroc depuis 1936. L'amiral Esteva est résident général de France en Tunisie depuis le 26 juillet 1940. La situation est compliquée par le fait que Darlan, ancien vice-président du Conseil de Vichy resté commandant en chef des forces militaires, se trouve par hasard à Alger où il est venu voir son fils gravement malade.

### Capitulation d’Alger encerclé
À sa résidence d'Alger, Villa des Oliviers, le général Juin est avisé des divers débarquements peu après minuit, par le Consul américain Murphy, et invité par ce dernier, porteur d'un message du Président Roosevelt, à rentrer dans la guerre, aux côtés des alliés, pour libérer la France. Au même moment, avec l'accord de son subordonné le général Mast, commandant de la place d'Alger, les forces de la Résistance sous le commandement de José Aboulker, prenaient irrégulièrement le contrôle de la ville et, après avoir encerclé le général Juin dans sa villa, y conduisaient Darlan. De ce fait, la résistance opposée au débarquement américain par les troupes françaises est inexistante dans le secteur d'Alger, à l'exception d'une opposition au détachement de rangers débarqué dans le port d'Alger vers les 3 heures du matin. Au contraire, dans les autres secteurs, à Oran ou au Maroc, où les tentatives de putsch contre les autorités fidèles à Vichy avaient échoué, elles appliquent les ordres de leurs généraux de se défendre « contre toute attaque », c'est-à-dire contre les alliés, alors qu'en Tunisie, la Régence est livrée aux forces de l'Axe sans un seul coup de revolver, par les autres subordonnés de Juin.
Après la venue de Darlan dans sa villa encerclée par les lycéens de l'aspirant Pauphilet, Juin peut en référer à son supérieur hiérarchique Darlan, sur qui repose par conséquent le poids de la décision. Darlan soumis aux pressions du diplomate américain Robert Murphy, décide d'informer Pétain et de réfléchir ensuite, mais à l'aube, Juin et Darlan sont libérés par les gardes mobiles et c'est Murphy qui se retrouve prisonnier. Pour les observateurs américains, Juin semble désireux d'aider les alliés, mais il est tenu d'obéir à son supérieur et ordonne aux troupes françaises de maintenir « un contact élastique, sans agressivité ». Darlan, après avoir télégraphié à Vichy, vers 8 heures pour demander l'intervention de la Luftwaffe contre les vaisseaux alliés au large d'Alger, a obtenu un contact avec Pétain qui lui a donné « toute sa confiance » et il peut donc agir sans en référer systématiquement au Maréchal. Dans l'après-midi du 8 novembre, alors que les Anglo-américains ont encerclé Alger et bombardent le poste de commandement de Juin, Darlan autorise ce dernier à traiter avec les Alliés, mais pour la seule ville d'Alger.

### Armistice forcé pour Oran et le Maroc
À partir de l'après-midi du 8 novembre à 17 h 35, le général Juin est déchargé de son autorité en dehors de la région d'Alger. Darlan charge le général Noguès de la défense du Maroc et le général Barré de celle de la Tunisie, tous deux dépendant directement de Vichy.
Au Maroc, la résidence de Noguès est encerclée par les troupes du général Béthouart, qui est mis en difficulté par le fait que les Américains sont en retard sur l'horaire annoncé. Béthouart, sans nouvelles des alliés et encerclé à son tour par un autre régiment appelé par Noguès dont il n'a pas coupé le téléphone, cède au petit matin pour ne pas répandre inutilement le sang français. Il est immédiatement arrêté, et dès lors, la flotte alliée apparaissant, les opérations sont menées sous la conduite de Noguès avec le concours de l'amiral Michelier, qui envoie au désastre sa flotte en formation compacte. Ils combattent les alliés pendant trois jours indépendamment de Juin, leur commandant en chef en titre, jusqu'au 10 novembre. Pendant ce temps, à Alger, le général Clark presse Darlan de signer un armistice pour l'ensemble de l'Afrique du Nord en traitant directement avec Giraud. Le 10 novembre à midi, Darlan donne l'ordre à toutes les autorités nord-africaines et à l'Amirauté française de cesser le combat. Désavoué par Pétain, Darlan annule son ordre d'arrêter les combats dans l'après-midi du 10 novembre, provoquant son arrestation par les Américains. Pétain prend alors le commandement en chef des forces militaires. Le 11 novembre, Michelier informe l'Amirauté à Vichy que devant le rapport de forces, le combat a cessé à 2h30. Le matin du 8 novembre, Noguès négocie un cessez-le-feu avec Patton qui négocie les termes d'un armistice avec Michelier et Noguès. C'est alors qu'intervient l'invasion de la zone libre. Au soir du 11 novembre, Noguès remet ses pouvoirs à Darlan.
Quant à Giraud, il avait annoncé sa fidélité à Darlan, en échange du commandement des forces terrestres et aériennes d’Afrique du nord.

## Les quarante-cinq jours de Darlan
Darlan a exercé le pouvoir en Afrique du Nord à l'issue de l'opération Torch parce que les Américains ont estimé que c'était la moins mauvaise solution. Il n'allait évidemment pas de soi que l'homme des protocoles de Paris, qui symbolisait le degré de collaboration militaire le plus avancé des divers gouvernements de Vichy, soit l'homme qui initie la collaboration de l'Afrique libérée avec la puissance américaine. Roosevelt doit préciser qu'il s'agit de « Military expediencies » c'est-à-dire d'expédients pour des raisons militaires et Eisenhower devra expliquer à ses chefs d'état-major que tous les Français, civils et militaires, y compris Giraud reconnaissent l'autorité de l'amiral.

### Les accords Clark-Darlan
Les États-Unis signent avec l'amiral Darlan les accords Clark-Darlan en novembre 1942. Ils cadrent la coopération entre les forces de Darlan, qui se prévaut du régime de Vichy en Afrique, et les forces américaines, et donnent aux États-Unis des droits importants dans les territoires de l'Afrique française.

### Instauration d’un Haut-commissariat en Afrique et d’un Conseil Impérial
Invoquant l’acte constitutionnel no 4 quater qui le faisait successeur du maréchal, Darlan s'était proclamé « Haut Commissaire de France en Afrique », « au nom du Maréchal empêché » dès le 14 novembre 1942, bien qu'étant désavoué par Vichy. Il prend comme Haut-Commissaire adjoint le général Bergeret, ancien ministre de l'Air de Pétain. Le 15 novembre, il avait nommé des « secrétaires » (ministres), dont deux résistants d’extrême droite et un banquier accommodant : Jean Rigault à l’Intérieur, Lemaigre Dubreuil aux relations avec les Américains, et Pose aux Finances.
Un peu plus tard, Darlan recrute, croyant ainsi se l’attacher, Henri d'Astier de La Vigerie, assisté de l’abbé Cordier, comme Secrétaire-adjoint à l'Intérieur, chef de la police. Il complète enfin son Haut-Commissariat par un « Conseil Impérial », comprenant, outre lui-même, Bergeret et Giraud, ainsi que les différents proconsuls, Noguès pour le Maroc, Châtel pour l’Algérie et, deux jours plus tard, Boisson pour l’A.O.F.

### L'exercice du pouvoir par Darlan
Darlan était à l'origine, à la différence de Weygand, un officier républicain doué d'un certain sens de l'adaptation qui lui avait permis d'être socialiste avec Blum et partisan de la Révolution nationale avec Pétain. Comme c'est en tant que successeur de ce dernier qu'il s'impose à Alger, il demeure dans la droite ligne de la Révolution nationale en maintenant un « vichysme sous protectorat américain », incluant les lois d'inspiration hitlérienne sur l'exclusion des Juifs, la répression des sociétés secrètes et la dissolution des partis politiques, etc., ainsi que les camps de concentration vichystes. Darlan, arguant de la situation militaire en Tunisie, ne se livre à aucune réforme politique : il refuse de revenir sur l'abolition du décret Crémieux et oppose le même immobilisme aux demandes de Ferhat Abbas quant à l'émancipation des musulmans. C'est au nom du Maréchal qu'il prend ses décisions en employant la formule « Nous, amiral de la flotte, haut-commissaire de France résident en Afrique agissant au nom du Maréchal ». Le maintien de l'esprit de la Révolution nationale ne pose guère de problèmes pour la population française d'Afrique du Nord qui lui est largement favorable « Pour bien des Français d'Afrique du Nord, dira Jacques Soustelle, si la Révolution nationale n'avait pas existé, il eût fallu l'inventer ».
Le 17 novembre, Roosevelt demande la libération de tous les antinazis et antifascistes maintenus prisonniers dans les camps d'internement ainsi que l'abrogation de toutes les mesures antisémites, mais Darlan ne revient pas sur l'abrogation du décret Crémieux et le rétablissement des droits politiques des Juifs. Il consent cependant à la suppression de toute mesure vexatoire concernant les personnes et les biens, à une modification très minime du numerus clausus de certaines professions dans un sens favorable aux Juifs et à l'affirmation d'une possibilité d'accueillir à l'école, dans certains cas limités, quelques-uns des enfants juifs que Weygand en avait massivement exclus. Le 5 décembre, il sera mis fin aux dispositions d'exclusion dans les professions libérales, mais les Juifs, exclus du premier ordre de mobilisation, ne sont pas bienvenus dans l'Armée. On crée pour eux des compagnies de pionniers exclues du combat et affectées à des travaux forcés,. Les Juifs, dont beaucoup se sont distingués pendant la Première Guerre mondiale, n'acceptent pas d'être écartés du Front. En leur nom, le professeur Henri Aboulker, grand invalide de guerre, écrit le 7 décembre 1942 à Darlan, pour réclamer leur envoi au front dans les mêmes conditions que les autres Français. Mais sa lettre restera sans réponse, car Giraud et les autres généraux veulent éviter que les Juifs acquièrent des titres militaires qu'ils pourraient ensuite invoquer pour récupérer leur citoyenneté française. Et ce au détriment des besoins immédiats de l'armée d'Afrique qui manque de cadres. Ceux d'entre eux qui veulent s'engager ne peuvent le faire que dans le Corps franc d'Afrique du général de Monsabert créé le 25 novembre 1942, ou dans le « Special Detachment » sous commandement britannique. La Légion française des combattants est maintenue, ses chefs sont nommés par le haut-commissaire. Le serment du SOL est aboli, mais ses membres restent actifs et agressifs, surtout à Oran.
Les officiers qui ont aidé les Alliés comme Montsabert, Mast, Jousse ou Baril sont mis en quarantaine par leurs collègues admirateurs obstinés du Maréchal et doivent chercher l'hospitalité dans les services d'Eisenhower. C'est sous la pression des Américains que Béthouart est libéré et envoyé en mission aux États-Unis.
Les détenus politiques déportés par Vichy restent internés dans les camps de concentration du Sud. Au cours d'une conférence de presse tenue le 21 février 1943 sous l'administration Giraud, le général Bergeret, commissaire-général adjoint fera état de 7 100 prisonniers politiques, le même chiffre qu'en novembre 1942.
Après l'invasion de la « zone libre » par l'Armée allemande, l'Armée d'Afrique dans son ensemble bascule du côté allié sans avoir eu besoin de se rallier à de Gaulle. Pendant six mois, elle dépendra d'abord de Darlan puis de Giraud. De toutes les forces françaises stationnées dans l'Empire, seules celles d'Indochine restent sous l'autorité de Vichy. Le 19 novembre 1942, en Tunisie les troupes du général Barré ouvrent enfin le feu contre les Allemands, auxquels ce général avait d'abord livré la Régence, en se repliant sur la frontière d'Algérie. Sur les 80 000 hommes de l'Armée d'Afrique, 15 000 laisseront leur vie ou seront blessés, en Tunisie. À ce moment, parmi les forces françaises combattant du côté des Alliés, elle pèse beaucoup plus lourd que les FFL qui convergent également vers la Tunisie, mais à l'Est, aux côtés des Britanniques.

### L’opposition à Darlan
Bien qu’exclu de l’Opération Torch, de Gaulle a lancé le 8 novembre un appel à l'entrée en guerre de l’AFN aux côtés des Alliés. Au lendemain du débarquement, il donne des consignes à tous ses partisans de ne pas se compromettre dans la « pétaudière algéroise ». Le 16 novembre, il obtient de diffuser sur la BBC une mise au point affirmant que lui-même et le Comité national français « ne prennent aucune part et n'assument aucune responsabilité dans les négociations en cours en Afrique du Nord avec les délégués de Vichy... ». Peu après, il envoie à Alger, en ignorant Darlan, le général François d'Astier de La Vigerie (frère d'Henri d'Astier), pour y établir des contacts. il faut que s'exercent des pressions américaines pour que Darlan accepte de recevoir l'envoyé de de Gaulle en présence de Rigault, Bergeret et Giraud, pour discuter de l'intégration des FFL dans l'effort de guerre allié.
Les représentants de la Résistance intérieure française s'expriment violemment dans la presse clandestine sur la place prise par Darlan dans l'Afrique du Nord libérée. Dans Combat, Henri Frenay parle d'injure au peuple français. Les trois grands mouvements de la Zone Sud, Combat, Franc-Tireur et Libération-Sud, envoient une motion à Londres « demandant instamment que les destins nouveaux de l'AFN libérée soient remis au plus tôt au général de Gaulle ». À Alger, le représentant de Combat est René Capitant, un professeur de droit. Les cadres du mouvement, ont participé au putsch du 8 novembre. La revue Combat, diffusée presque ouvertement, affiche son gaullisme tandis que le mouvement de jeunesse, les « Jeunes de Combat », développe la propagande gaulliste dans les lycées et sur les murs des villes. Une autre publication semi-clandestine Le Canard dissident s'en prend aussi à Darlan.
Au Royaume-Uni, l'opinion publique et la presse soutiennent de Gaulle. Même au sein du gouvernement, Anthony Eden, le secrétaire du Foreign Office, et les membres de son cabinet cachent à peine leur sympathie pour de Gaulle. Une motion déposée le 26 novembre à la Chambre des Communes condamne le recours aux « Quislings » et Churchill doit faire preuve de tout son talent oratoire pour convaincre les membres du Parlement réunis en comité secret le 10 décembre. Aux États-Unis, où la position de de Gaulle est moins solide, un certain nombre de contestataires critiquent la politique officielle : le maire de New-York La Guardia et de grands éditorialistes comme Walter Lippmann et Dorothy Thompson. Roosevelt maintient sa politique en la qualifiant de « Military expediencies (terme traduit par Renée Gosset sous le titre d' « Expédients provisoires ») .
Les accords Clark-Darlan ne faisaient pas état de l'aide des résistants du 8 novembre. Certains, dont les idées d'extrême-droite ne sont pas forcément très éloignées de celles de Darlan s'adaptent et se voient confier des responsabilités par Darlan : Giraud, Jacques Tarbé de Saint-Hardouin, Henri d'Astier de la Vigerie, Jean Rigault, alors que la majorité des 400 résistants du 8 novembre, entrent en opposition avec le nouveau régime et rejettent les accords qui font passer l'AFN sous tutelle américaine. Le domicile de la famille Aboulker, 26, rue Michelet devient le PC de la rébellion.
Ces résistants du 8 novembre obtiennent des armes de jeunes officiers britanniques scandalisés par les accords avec Darlan. Leur groupe s’entraîne à Cherchell sous l’égide d’Henri d'Astier de la Vigerie. De ce groupe vont émerger deux unités, le « Special Detachment » provisoirement sous commandement britannique et le « Corps Franc d'Afrique » sous autorité française : le 11 novembre 1942, le Corps franc d’Afrique est constitué, principalement avec des volontaires du 8 novembre. Les premiers engagements au Corps franc s’opèrent dans des domiciles privés, chez le professeur Henri Aboulker, au 26 rue Michelet, ainsi qu'au Service de répartition des Carburants, 7 rue Charras, grâce à l'aspirant Pauphilet, qui avait arrêté Juin et Darlan.
Les membres du Corps franc d’Afrique, à l'entrainement au cap Matifou en attendant leur départ pour la Tunisie, passent leurs nuits à couvrir les murs d’Alger de graffitis, de même que les gaullistes du groupe Combat, menés par René Capitant, qui partagent avec eux les mêmes revendications. Le groupe de Paul Ruff (notamment Bernard Amiot, Myriam et Yves Dechezelles, Michel et Roch Brudno, Stacha Cvilinski, Hugues Fanfani, Laurent Preziosi)  du 8 novembre 1942 procède à une distribution de milliers de tracts " L'amiral à la flotte" pendant une semaine, la nuit, notamment rue d'Isly et rue Michelet
Les communistes d'Algérie, qui n'avaient pas participé au putsch du 8 novembre (opéré par des juifs pieds noirs, des lycéens, des sympathisants d'extrême droite et des monarchistes), se joignent à l’opposition pour réclamer la libération de leurs membres, internés à Alger et dans les camps du Sud.
La communauté juive réclame simultanément le retrait des lois d’exclusion frappant ses membres et l’incorporation des soldats juifs dans les mêmes unités combattantes que les autres Français. Son principal porte-parole est alors le professeur Henri Aboulker, grand blessé de la Première Guerre mondiale, dont l'appartement du 26 rue Michelet avait servi de quartier général à la Résistance jusqu'au débarquement. Il adresse une lettre à Darlan pour exiger le retrait des lois antijuives et le droit pour les soldats juifs d'aller au front, comme les autres Français.

## La succession de Darlan

### L'assassinat de Darlan et sa succession
À la mi-décembre, les correspondants américains à Alger présentent ouvertement Darlan comme un tricheur entouré de fascistes qui constitue à lui seul un obstacle à tout regroupement français. Une campagne de la presse américaine dénonce la situation dans les camps d'internement. Darlan ne bénéficie plus que du seul appui des personnalités et officiers d'A.F.N. restés fidèles à Pétain.
Au sein du groupe de Cherchell, à l'origine du putsch du 8 novembre, un petit groupe de militants monarchistes dont Henri d'Astier de la Vigerie et Alfred Pose imagine profiter de la vacance du pouvoir pour y pousser le comte de Paris, prétendant orléaniste au trône de France que ses partisans avaient fait venir à Alger  où il multipliait les rencontres avec les notables. Le comte de Paris lui-même avait caressé l'espoir d'être appelé au pouvoir par le conseil d'empire si Darlan était écarté. Il se proposait alors de constituer un gouvernement unifié, dont de Gaulle aurait assuré la direction politique et Giraud la direction militaire, étant entendu qu’une fois la métropole délivrée, la France choisirait démocratiquement son régime. Sa candidature au Haut-commissariat ne semble cependant pas avoir été finalement envisagée.
Or, le 19 décembre, en se prononçant contre l'élimination politique de Darlan, le haut commandement américain avait mis fin aux espoirs des monarchistes. Le 22 décembre 1942, Fernand Bonnier de La Chapelle, un jeune militaire, reçoit d'Henri d'Astier de la Vigerie l'ordre de tuer Darlan . Il perd à un tirage à la courte paille avec trois autres conjurés, Ragueneau, Tournier et Gross, et est donc désigné comme chargé de son « exécution ». Bonnier s’introduit au Palais d’Été et y abat l'amiral, le 24 décembre 1942 avant d’être immédiatement arrêté,. Les membres du Conseil Impérial doivent trouver un successeur à Darlan qui a nommé Charles Noguès pour lui succéder, mais le décret n'a pas été publié et surtout Eisenhower fait savoir que seul Giraud est acceptable par l'Amérique. C’est d'ailleurs à lui que la conférence de Cherchell voulait donner le pouvoir.
Selon le propre petit-fils de François d'Astier de la Vigerie, Fernand Bonnier de la Chapelle donne au commissaire Garidacci qui l'interroge les noms de ses commanditaires : l'abbé Cordier et Henri d'Astier. Dans le but de faire chanter d'Astier de la Vigerie, Garidacci retire ce qui le concerne du procès-verbal d'interrogatoire et le juge d'instruction, eu égard au procès-verbal signé, conclut donc à un acte isolé . Mais dans la nuit, Bonnier se confie à ses gardiens, leur donne les noms de ses commanditaires et déclare qu'on va le sauver.
Cependant, après un procès sommaire et diligenté sans instruction devant une cour martiale illégalement constituée (Noguès se donne la place de chef de l'État) Bonnier est condamné, le tribunal ne tenant compte ni de son âge ni de ses motivations patriotiques comme circonstances atténuantes pour ne voir que la préméditation, le flagrant délit et le fait qu'après avoir tiré sur Darlan, Bonnier a encore essayé d'abattre quelqu'un essayant de le ceinturer. Noguès refuse le recours en grâce et Giraud donne l'ordre de fusiller Bonnier le matin du 26 décembre.

### L'enquête et les arrestations des30 décembre 1942et10 janvier 1943
Le jour même, Giraud est élu Haut Commissaire par le conseil impérial (il adopte ensuite le titre de « Commandant en Chef civil et militaire » pour assurer l'exécutif du Haut-Commissariat, et prend à son tour pour adjoint le général Bergeret, ancien ministre de Pétain. Il donne l'ordre d'enquêter sur les commanditaires de l'attentat. Giraud est convaincu que la police est compromise dans le meurtre de l'amiral d'autant plus que le jour du meurtre, il n'y avait pas de garde, aucune sentinelle, au palais de Darlan) . Or c'est Henri d'Astier qui est le chef de la police, poste auquel il avait été nommé par Darlan.
Comme au moins  l'un des commanditaires du meurtre, Henri d'Astier , fait partie des personnalités engagées dans l'aide aux Alliés lors du putsch du 8 novembre, l'enquête mène vers ce groupe de résistants issu de la conférence de Cherchell.
Par ailleurs, les Américains, furieux de l'élimination de Darlan, lui suggèrent d'interner les responsables gaullistes d'Alger qu'ils soupçonnent d'être impliqués dans l'attentat.
Le 30 décembre, Bergeret et Rigault, secrétaires aux affaires politiques dans le Haut-Commissariat ordonnent l'arrestation « à titre préventif » de douze personnalités en raison de leur possible implication dans la mort de Darlan : le docteur Fernand Morali, René Moatti, membre de Combat, le professeur Henri Aboulker et son fils José, qui avait dirigé à Alger le putsch du 8 novembre, et son neveu Raphaël, Pierre et Armand Alexandre, Jacques Brunel, Muscatelli, directeur de la sûreté générale, Esquerré, commissaire, André Achiary, directeur de la surveillance du territoire, et enfin Bringard, directeur de la sécurité du Haut-Commissariat.
Emprisonnés aux centres de rétention d'Adrar ou de Laghouat, ils ne seront pas relâchés avant le 5 février. Lors d'une conférence de presse donnée devant des journalistes britanniques et américains, Giraud justifie ces arrestations par la menace qui aurait pesé sur lui-même, Bergeret ainsi que sur Murphy.
Interrogé par le juge Voituriez, le commissaire Achiary accepte de faire des révélations très importantes à condition de ne pas être inquiété, il désigne d'Astier et Cordier.
Le 10 janvier suivant, Henri d’Astier et l'abbé Cordier sont arrêtés sur l’ordre de Rigault dans le cadre de l'enquête sur l'assassinat de Darlan.
En revanche, Giraud refuse l'arrestation du comte de Paris ainsi que celles de Marc Jaquet et d'Alfred Pose dont son gouvernement a besoin.
L'émissaire de Churchill à Alger, Macmillan exige alors l'interruption de l'enquête pour arrêter l'anarchie qui règne en Afrique du Nord et menace les Alliés sur leurs arrières. Giraud signe alors une ordonnance de non-lieu.

## L'administration de Giraud

### Le maintien des lois de Vichy
Giraud reste dans la ligne fixée par Darlan. Bien que Vichy le désigne comme traître et que Pétain l'ait privé de la nationalité française un mois plus tôt, c'est toujours au nom du maréchal qu'il prend le pouvoir. Sous prétexte d'asseoir sa légitimité, il maintient la législation de Vichy. Les soldats juifs ne peuvent s'enrôler que dans les bataillons de pionniers, les prisonniers ne sont pas relâchés des camps dont les effectifs se gonflent d'éléments gaullistes et le personnel de l'administration reste ce qu'il était avant novembre.
Le 19 janvier 1943, Le gouverneur général de l'Algérie, Yves Châtel, le plus compromis et le plus contesté de l'administration Darlan, est remplacé par Marcel Peyrouton, résident général en Tunisie puis au Maroc avant-guerre et ministre de l'intérieur de Vichy à partir de septembre 1940. D'une façon générale, Giraud s'entoure d'une équipe d'hommes de droite, réactionnaires et pétainistes.
Tarbé de Saint-Hardouin, un diplomate qui avait fait partie du groupe ayant pris contact avec Murphy dans le courant de l'année 1942 pour préparer l'aide au débarquement allié et dont Darlan avait fait son secrétaire aux Affaires Étrangères, adresse à tous les postes diplomatiques une note reprenant la justification invoquée par Darlan, en vertu de l’acte constitutionnel n° 4ter, et concluant que Giraud, en sa qualité de successeur de l’amiral, avait qualité pour diriger l’Empire « au nom du maréchal empêché ».
Giraud proclame que son but est uniquement militaire « Un seul but, la victoire ». Il suffirait pour lui d'un état-major léger de coordination militaire et financière s'appuyant sur les gouverneurs généraux. L'administration de la France au moment de sa future libération n'est qu'une question de maintien de l'ordre.

### Giraud, de Gaulle et les Alliés

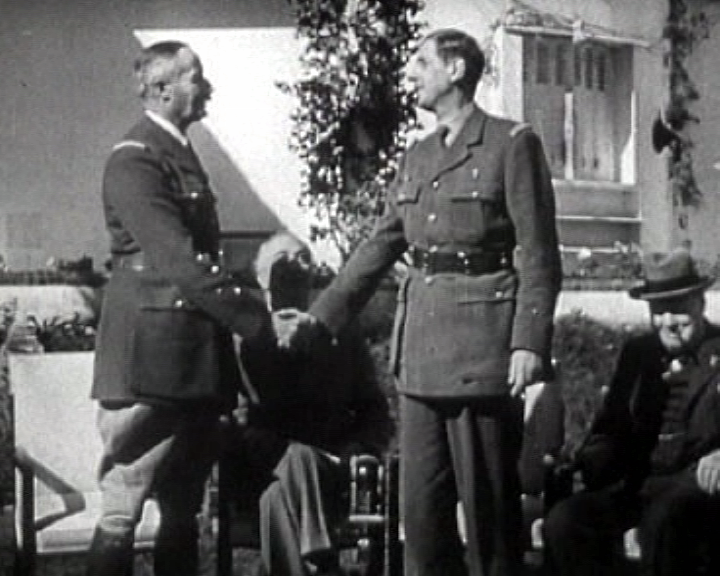
Charles de Gaulle (à droite) serrant la main de Henri Giraud, devant Roosevelt et Churchill.

Pendant ce temps, les dirigeants alliés, excédés des complications entraînées par la coexistence de deux autorités françaises, exercent des pressions pour obtenir leur unification. Roosevelt et Churchill décident alors de se réunir au Maroc et d'y tenir la conférence de Casablanca (dite aussi « Conférence d'Anfa »), à laquelle ils convoquent Giraud et de Gaulle.
Le désaccord des deux généraux ne peut qu’y être constaté, mais leurs revendications respectives sont clairement mises en parallèle.
Dès la mort de Darlan, de Gaulle avait proposé de lui-même cette fusion à Giraud, sous certaines conditions à débattre. C'était Giraud qui avait tardé à répondre, estimant que, son grade étant plus élevé, de Gaulle ne pouvait que se placer sous ses ordres. Cela aurait bien arrangé les Anglo-américains dont les préférences allaient à Giraud, non seulement en raison de sa docilité et des effectifs plus importants qu’il commandait, mais aussi, parce que Roosevelt était prévenu contre de Gaulle par les allégations de certains Français des États-Unis et par celles de ses diplomates, Leahy et  Murphy accusant de « dictature » le chef de la France libre. Ils espéraient que de Gaulle serait enfin mis au pas, à l’intérieur d’une autorité unifiée. De Gaulle était prêt à négocier, mais sur un pied d’égalité, et à condition de constituer un gouvernement traitant librement avec les Alliés, de rétablir les lois de la République, de libérer les résistants internés et d’écarter les hauts dignitaires vichystes,.
Roosevelt et Churchill souhaitent se mettre en phase avec les opinions publiques de leur pays respectif, qui comprennent mal que le chef de la France libre puisse être maintenu à l'écart et plus mal encore la persistance du régime de Vichy en Afrique. En fait, Roosevelt accorde à Giraud un soutien discret, mais total, en lui promettant d'équiper 11 divisions dont 3 motorisées et de lui fournir 800 avions. Il signe également au nom des gouvernements américain et britannique un mémorandum secret reconnaissant à Giraud « le droit et le devoir de préserver sur le plan militaire, économique, financier et moral, tous les intérêts français ». Churchill refuse de le signer et demande la révision du texte.
D'autre part, les pressions exercées par les correspondants de guerre et la presse des pays alliés, dénonçant aux opinions anglaise et américaine le maintien du régime de Vichy sur les arrières du front de Tunisie, obligent les dirigeants alliés à exiger enfin de Giraud un effort de démocratisation.

### Les premières concessions à la démocratie
Roosevelt qui soutient Giraud doit quand même composer avec l'opinion publique informée par la presse de ce qui se passe à Alger. Un peu après la conférence d'Anfa, il déclare que l'Amérique ne veut pas pour la France le retour d'« une caste militaire comme au Japon », ni d'un « Quisling ». La question des prisonniers politiques est sur le devant de la scène depuis la conférence d'Anfa où un correspondant du New-York Times a l'occasion de visiter près de Casablanca le camp d'El-Ayasha où sont enfermés trois à quatre mille républicains espagnols, des centaines de Polonais et de Juifs ainsi que tous ceux, en majorité gaullistes, arrêtés pour atteinte à la sûreté de l'État. Au moment du débarquement allié, près de 7000 Français et probablement autant d'étrangers sont détenus dans les camps d'AFN.
Les 27 députés communistes internés à la prison de Maison-Carrée près d'Alger et qui s'étaient adressés en vain à Eisenhower en décembre 1942, écrivent une lettre à Giraud 11 janvier 1943, et deux d'entre eux, François Billoux et Lucien Midol sont reçus par le nouveau haut-commissaire et obtiennent la libération sans conditions du groupe des 27 qui ne devient effective que le 5 février. Dès lors, le Parti communiste français opèrera un jeu de bascule entre de Gaulle auprès de qui ils ont envoyé un représentant, Fernand Grenier  depuis le tout début de l'année 1943 et Giraud auprès de qui ils se font représenter par Henri Pourtalet dès le printemps 1943. Staline avait reconnu la France combattante de de Gaulle en septembre 1942, mais il avait aussi su se montrer compréhensif vis-à-vis du « darlanisme » de Roosevelt: « En ce qui concerne Darlan, avait-il écrit à Churchill le 27 novembre 1942, il me semble que les Américains l'ont utilisé habilement, afin de faciliter l'occupation de l'Afrique du Nord et de l'Ouest. La diplomatie militaire doit savoir employer dans les buts de la guerre non seulement des Darlan, mais aussi le diable et son équipage »
Le 21 février, Bergeret s'engage devant la presse alliée à relâcher tous les internés dans les trois semaines. Très vite, ce délai est allongé à deux mois. Exceptionnelles jusqu'en mars 1943, le rythme des libérations s'accélère sous la pression internationale.

### L'arrivée de Jean Monnet et le rétablissement du régime républicain
À partir de février 1943, un homme va jouer un rôle très important dans l'entourage de Giraud : Jean Monnet. Officiellement envoyé par Roosevelt comme représentant du bureau de répartition des armements, il devient aussi officieusement le conseiller politique de Giraud. Jean Monnet n'est pas gaulliste, puisqu'il écrivait dans une note (déclassifiée depuis) adressée au secrétaire d'État des États-Unis Harry Hopkins : « Il faut se résoudre à conclure que l'entente est impossible avec De Gaulle, qu'il est un ennemi du peuple français et de ses libertés, qu'il est un ennemi de la construction européenne [et] qu'en conséquence, il doit être détruit dans l'intérêt des Français. ». Chargé de négocier en 1939 des contrats d'armements avec les États-Unis, il n'avait pas voulu rester à Londres avec de Gaulle et il s'était installé aux États-Unis, où il avait participé à la mise en place de l'économie de guerre. Sous l'influence de Monnet, la politique de Giraud va s'incurver, à la fois vers l'application des principes démocratiques et vers un rapprochement avec de Gaulle.
Le fait que Jean Monnet soit dans une position clé pour mettre en œuvre le réarmement de l'Armée d'Afrique facilite évidemment l'influence qu'il peut exercer dans le rétablissement de la démocratie, car c'est au sein de l'Armée que perdure le culte de Pétain et la nostalgie de Vichy. Ainsi, le 29 mars 1943, alors que dans tous les lieux publics d'Alger, l'effigie de Pétain est remplacé par le buste de Marianne, le général Prioux, major général des armées, de passage à Dakar, livre ainsi son interprétation aux officiers: « Jamais il n'a été dans la pensée du général Giraud de supprimer l'effigie du Maréchal. Nombreux sont ceux qui l'aident s'en iraient s'il en était ainsi… ».
De fait, le mois de mars voit la démission des collaborateurs de Giraud les plus attachées à la Révolution nationale, Bergeret, Rigault et Lemaigre-Dubreuil, qui n'acceptent pas les réformes démocratiques qui s'enchainent depuis la fin du mois de février : Libération des douze « comploteurs gaullistes » à la fin février, dissolution du SOL et surtout l'ensemble du revirement annoncé dans le discours du 14 mars où Giraud proclame que « Le peuple français n'a pas accepté l'armistice » et que « la législation postérieure à l'armistice n'a pas de valeur légale ». Ce discours, qui constitue une rupture avec Vichy, sera plus tard qualifié par Giraud de « premier discours démocratique de [sa] vie ». Il lève de fait une partie des obstacles à un rapprochement avec la France libre.
Une série d'ordonnances parues au Journal Officiel du 18 mars 1943 rétablit le régime républicain. Le fonctionnement des diverses assemblées territoriales élues, assemblées municipales, conseils généraux, conseils de gouvernement de Tunisie et du Maroc, est rétabli. Les lois discriminatoires sont supprimées, les biens sont restitués aux Juifs, mais l'abolition du décret Crémieux est confirmée, sur décision de Giraud, par une ordonnance du 18 mars 1943, que Peyrouton met en application. Le décret Crémieux est donc aboli deux fois durant le conflit mondial par la même personne, Peyrouton s'en étant déjà chargé en 1940 comme ministre de l'Intérieur de Vichy, et ne sera définitivement abrogée qu'en octobre.
Selon Christine Levisse-Touzé, Juin approuve les efforts de Jean Monnet. Noguès félicite Giraud pour son discours du 14 mars. Noguès, qui avait limité l'application des lois discriminatoires au Maroc, approuve aussi Giraud sur le maintien de l'abrogation du décret Crémieux, pour sauvegarder les intérêts des musulmans et conserver à l'AFN son statut traditionnel.
L'évolution du mois de mars lève de fait un obstacle entre l'autorité d'Alger et le Comité national français de Londres qui avait exprimé ses conditions dans un mémorandum établi le 23 février. Une représentation réciproque est établie entre les deux autorités, par l’échange de deux missions : celle du général Catroux à Alger, et celle du général Bouscat à Londres.
Pierre Pucheu, ancien ministre de l'Intérieur de Vichy, ayant proposé son ralliement à Giraud, arrive à Casablanca le 6 mai 1943, avec l'intention de servir sur le front de Tunisie. Il est cependant arrêté et mis en résidence surveillée sur ordre du même Giraud. Il est, dans les mois qui suivent, victime de l'épuration politique visant les collaborateurs.

### Rivalités entre l'armée d'Afrique et les FFL

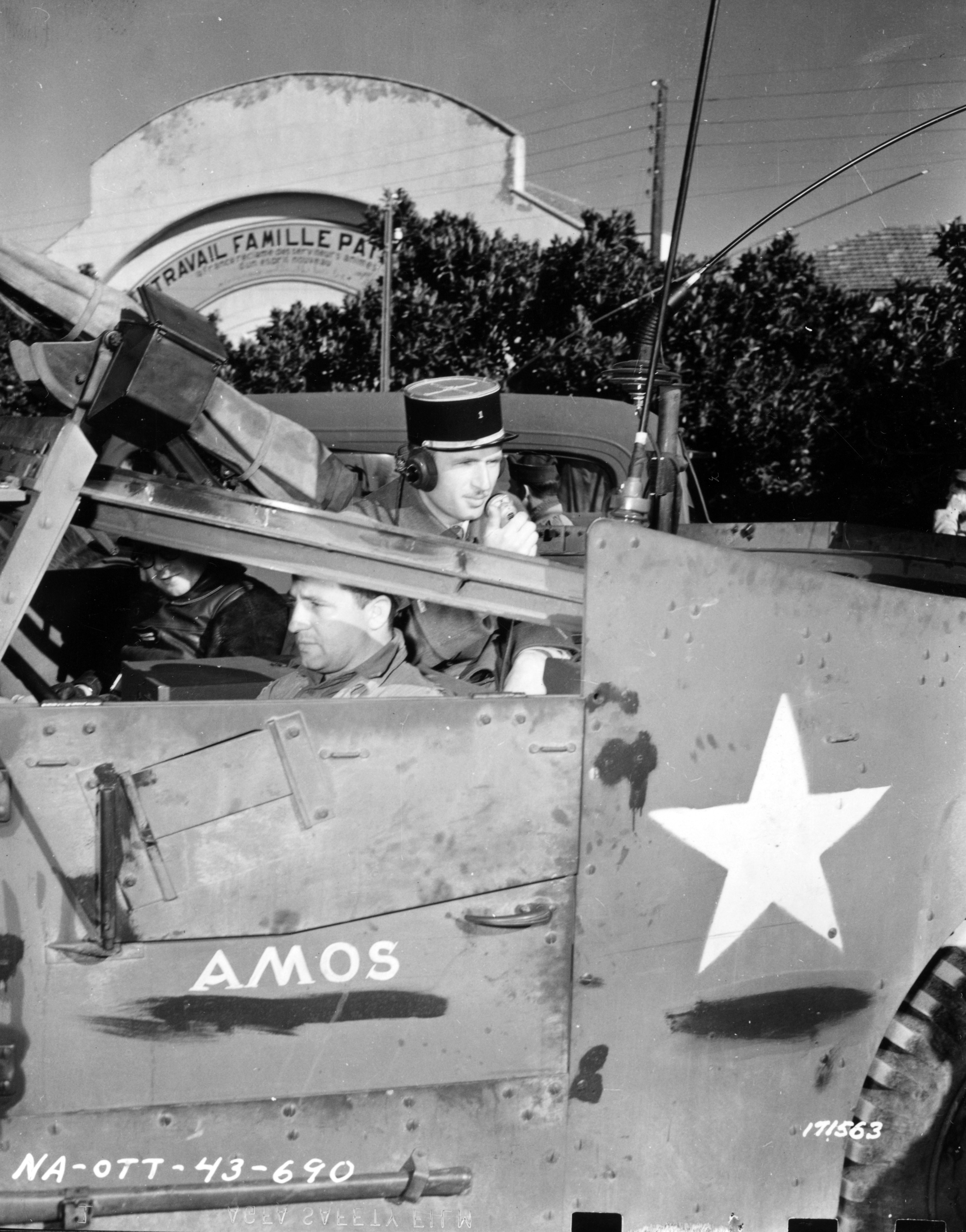
Soldats de l'Armée d'Afrique à l'entraînement dans un M3 Scout Car américain, devant une caserne qui porte toujours la devise Travail, Famille, Patrie. Près d'Alger, 9 février 1943.

La campagne de Tunisie touche à sa fin en avril-mai. L'armée d'Afrique, qui dépend donc de Darlan puis de Giraud et qui a repris le combat le 19 novembre contre les forces de l'Axe a fourni l'essentiel de l'infanterie. Avec un matériel désuet, ses pertes sont très lourdes : 15 000 tués et blessés sur une armée de 80 000 hommes. Les 20 000 hommes des Forces françaises libres  venant de l'Égypte (Koenig) et du Tchad (Leclerc), d'abord intervenues pour ouvrir la ligne Mareth à la 8e Armée, avaient progressé vers le nord. La liaison entre les deux armées françaises s'effectue le 18 mars 1943 dans le Sud tunisien, mais la division entre les deux armées reste durable. Lors du défilé du 20 mai, à Tunis, l'armée d'Afrique, fait partie du cortège américain alors que les FFL défilent avec la VIIIe armée britannique.
Certains des anciens de l'armée d'Afrique cherchent à quitter leur unité pour s'engager chez Koenig ou Leclerc. Cette question des ralliements qualifiés de « débauchages » voire de « désertion » par les généraux de l'Armée d'Afrique a été la source de violents antagonismes entre les deux parties. Ces « milliers de ralliements individuels », ces « soldats courant la campagne pour rejoindre Larminat » qu'évoque de Gaulle dans un télégramme du 1er juin 1943 sont-ils le fait d'hommes qui n'ont pas confiance dans leurs chefs, ou sont-ils attirés par des promesses déraisonnables, point de vue défendu par les giraudistes ? Paxton laisse la question ouverte et note que le processus de fusion entre des deux armées s'effectue finalement sous « des auspices pétainistes » alors qu'on aurait pu penser que « les Français libres, tout fringants dans leurs équipements couverts de poussière, modernes en comparaison des archaïques uniformes de parade de l'Armée d'armistice, pourraient constituer la cellule mère de la nouvelle armée. »
Au même moment, 300 marins du Richelieu, à son arrivée à New York, demandent à rejoindre les Forces navales françaises libres, tandis que plusieurs vaisseaux marchands, tels le Ville d’Oran et l’Eridan réclament, à leur arrivée dans les ports alliés, leur rattachement à la France combattante.

### Appui à de Gaulle du Conseil national de la Résistance
De Gaulle, au nom de la « France combattante » substituée à la France libre, considérait que son Comité de Londres représentait aussi la résistance intérieure. Le 14 mai, Jean Moulin envoie au BCRA le texte d'un manifeste d'appui à de Gaulle qui devra être lu à la séance inaugurale du Conseil national de la Résistance (CNR) et qui proclame : « le peuple de France n’admettra jamais la subordination du général de Gaulle au général Giraud, mais réclame l’installation rapide d’un gouvernement provisoire, sous la présidence du général de Gaulle, le général Giraud devant être le chef militaire. Quelle que soit l'issue des négociations, de Gaulle demeure pour nous, seul chef de la Résistance française. » Le télégramme était daté du 8 mai, de Gaulle le recevra le 15 mai et il sera immédiatement diffusé sur Radio Brazzaville. Catroux le portera à la connaissance de Giraud le 17 mai». La séance inaugurale du CNR aura lieu le 27 mai à Paris.
De Gaulle reçoit également l'appui d'Édouard Herriot apporté par Pierre Viénot le 12 mai.

### Dénonciation des accords Clark-Darlan
De Gaulle est mis au courant en 1943 du contenu exact des accords Clark-Darlan par Étienne Manac'h, envoyé de la France libre en Turquie, où le texte avait été subtilisé à Tarbé de Saint-Hardouin, qui y était envoyé en tant qu'ambassadeur, par son attaché militaire. Dès lors, il commence à négocier leur remplacement par un nouveau traité. Le 3 mai 1943, Couve de Murville propose un nouveau texte à Murphy. Mais les négociations s'éternisent et de Gaulle finit par dénoncer les accords.

## Création du Comité français de la Libération nationale
Sous l'influence de Jean Monnet, le 17 mai, Giraud propose à de Gaulle « d'établir immédiatement notre union », mais il conditionne la formation d'un gouvernement provisoire dans le cadre de la Loi Tréveneuc, une vieille loi de 1875, jamais utilisée et qui prévoit qu'en cas de difficultés graves, la désignation d'un gouvernement provisoire pourrait se faire par une assemblée de délégués de conseillers généraux. De Gaulle accepte l'invitation de Giraud le 25 mai, et arrive à Alger le 30 mai.
Entre le 17 et le 25 mai, Giraud aura mis en œuvre un nouveau train de réformes démocratiques: Abrogations de lois restreignant la liberté individuelle, suppression de la Charte du travail avec retour à la loi du 21 mars 1884 pour le fonctionnement des syndicats, abolition des conseils consultatifs auprès des administrations et enfin, le 28 mai, abolition des lois de Vichy sur la presse.
Le 30 mai, de Gaulle atterrit à Boufarik, et non à Maison Blanche. Mais la discrétion imposée par Giraud à sa venue échoue, car, lorsque de Gaulle se rend au monument aux morts situé au centre d’Alger, il y est accueilli par une imposante manifestation organisée par René Capitant. Les permissionnaires de la force L de Leclerc ont également été convoqués pour faire une haie d'honneur et prévenir tout risque d'attentat.
Dès le lendemain les négociations commencent par une conférence réunissant Giraud, Monnet, le général Georges d'une part, René Massigli, André Philip, Catroux et de Gaulle d'autre part. De Gaulle demande la constitution d’un vrai gouvernement et le départ de Boisson, Noguès et Peyrouton, ce que refuse Giraud. Mais Peyrouton propose finalement sa démission directement à de Gaulle, qui l'accepte sans consulter Giraud. Ce dernier, ulcéré, soupçonnant de Gaulle de préparer un coup d'État, nomme le 2 juin, à des postes clés (sécurité et information), deux ennemis personnels de Gaulle, l’amiral Muselier et André Labarthe. Il règne alors à Alger une atmosphère de guerre civile. Giraud est alors poussé à la résistance par Robert Murphy le diplomate américain toujours en poste à Alger. Noguès, à son tour, démissionne de sa fonction de Résident général au Maroc, le 2 juin.
Jean Monnet souligne l'urgence à créer le Comité français de libération nationale et c’est dans ces conditions qu’une autorité française unifiée est enfin constituée le 3 juin sous le nom de « Comité français de la Libération nationale » (CFLN). Ses deux coprésidents en étaient Giraud et de Gaulle. Deux commissaires gaullistes (André Philip, à l’Intérieur et Massigli aux Affaires Étrangères) y participaient, ainsi que deux commissaires giraudistes (Jean Monnet à l’Armement et le général Georges, comme commissaire d’État).
Après de nouvelles négociations de Gaulle obtint enfin le remplacement de tous les chefs de Territoires compromis:  Charles Noguès est remplacé par Gabriel Puaux à la tête du protectorat marocain. En Algérie, c'est Georges Catroux qui devient Gouverneur général. Jean Helleu est placé à la tête des territoires sous mandat du Levant (Syrie, Liban), et en Tunisie, c'est le général Charles Mast qui est choisi. La mise à la retraite de Bergeret est décidée au vote par cinq voix contre trois. Jean Monnet conclura « Il était clair, dès cet instant, que sur la plupart des problèmes comme celui-ci, où l'avenir et le passé seraient confrontés, Giraud se trouverait en minorité. ». En effet, parmi les partisans théoriques de Giraud, Georges ne représente rien et Monnet, René Mayer et Maurice Couve de Murville sont plus soucieux d'un statut raisonnable d'union que des prérogatives du commandant en chef.
Un pouvoir unique est donc placé à la tête de l’Empire français, et de Gaulle, venu presque seul à Alger, va, en quelques mois, en prendre la tête malgré une armée et une administration hostiles, et en dépit de toutes les pressions anglo-américaines. Lorsqu'il est question de subordonner le pouvoir militaire au pouvoir civil, Giraud qui entend bien cumuler la coprésidence du pouvoir exécutif avec les pouvoirs d'un général en chef relevant du seul commandement allié, s'oppose à ce que la question soit posée. De Gaulle menace de se retirer. Le 19 juin Eisenhower tente de faire passer la position de Roosevelt en enjoignant aux deux présidents du CLFN de maintenir l'organisation militaire antérieure. Les membres du CLFN réagissent alors en faisant bloc autour de de Gaulle.
Dès le 31 juillet 1943, de Gaulle a gagné la « bataille d'Alger »: La répartition des compétences désormais admise fait qu'il dirige les débats et qu'il dirige les affaires civiles et de politique générale, Giraud se contentant de cosigner les ordonnances et les décrets. En automne, Giraud n'ayant pas avisé en temps utile le Comité et de Gaulle des opérations militaires qu'il engage en Corse, un remaniement le cantonne dans les seules attributions de commandant en chef.
Le 22 octobre 1943, près d'un an après le débarquement anglo-américain, le décret Crémieux est rétabli de manière discrète, un communiqué du CFLN arguant que le décret du 18 mars, n'ayant pas été suivi de textes d'application en temps voulu, est devenu caduc et les Juifs d'Algérie redeviennent Français.

## Les revendications des musulmans et la montée de l'indépendantisme
Pendant ce temps, les revendications de certains représentants musulmans se précisent et s'orientent de plus en plus nettement vers l'indépendantisme. Le 31 mars 1943, Ferhat Abbas va nettement plus loin que ses précédentes requêtes à Pétain et Darlan, en présentant au gouverneur général Marcel Peyrouton le « Manifeste du peuple algérien », qui réclame « la condamnation et l'abolition de la colonisation », la liberté et l'égalité pour tous les habitants de l'Algérie, une réforme agraire, et la reconnaissance de la langue arabe. Peyrouton soumet la requête d'Abbas à la « Commission des réformes économiques et sociales musulmanes », nouvellement créée. Mais le projet est ensuite catégoriquement rejeté par le général Georges Catroux, successeur de Peyrouton : Ferhat Abbas est, de septembre à décembre, assigné à résidence à In Salah par le CFLN.

## Sources primaires imprimées

### Mémoires des principaux protagonistes
- Général de Gaulle, Mémoires de Guerre, 2 vol., 1- L’appel et 2- L’unité, Livre de Poche, Paris, 1999.
- Général Giraud, Un seul but : la victoire, Alger 1942-1944, Paris, Julliard, 1949.

### Études historiques
- Hervé Bastien, « Alger 1944, ou la révolution dans la légalité », Revue d'histoire moderne et contemporaine, t. 37, no 3,‎ juillet-septembre 1990, p. 429-451 (lire en ligne).
- Jacques Cantier, L'Algérie sous le régime de Vichy, Paris, Éditions Odile Jacob, 2002, 417 p. (ISBN 2-7381-1057-6, présentation en ligne), [présentation en ligne], [présentation en ligne].
- Michèle Cointet, De Gaulle et Giraud : l'affrontement (1942-1944), Paris, Perrin, 2005, 549 p. (ISBN 2-262-02023-X).
- Bernard Costagliola (préf. Robert Paxton), La marine de Vichy : blocus et collaboration, juin 1940-novembre 1942, Paris, Tallandier, 2009, 433 p. (ISBN 978-2-84734-630-5, présentation en ligne). Réédition : Bernard Costagliola (préf. Robert Paxton), La marine de Vichy : blocus et collaboration, juin 1940-novembre 1942, Paris, CNRS Éditions, coll. « Biblis : histoire » (no 74), 2014, 433 p., poche (ISBN 978-2-271-08069-1).
- Bernard Costagliola (préf. Georges-Henri Soutou), Darlan : la Collaboration à tout prix, Paris, CNRS Éditions, 2015, 403 p. (ISBN 978-2-271-08318-0, présentation en ligne), [présentation en ligne].
- Jean-Louis Crémieux-Brilhac, La France libre : de l'appel du 18 juin à la Libération, Paris, Gallimard, coll. « La suite des temps », 1996, 969 p. (ISBN 2-07-073032-8, présentation en ligne). Nouvelle édition revue et augmentée : Jean-Louis Crémieux-Brilhac, La France libre : de l'appel du 18 juin à la Libération, vol. 1 et 2, Paris, Gallimard, coll. « Folio. Histoire » (no 226-227), 2014, 1476 p., poche (ISBN 978-2-07-045469-3 et 978-2-07-045470-9).
- Yves Maxime Danan (préf. C.-A. Colliard), La vie politique à Alger de 1940 à 1944, Paris, Librairie générale de droit et de jurisprudence, coll. « Bibliothèque de droit public » (no LIII), 1963, VI-348 p. (présentation en ligne), [présentation en ligne].
- Yves Maxime Danan, République Française  Capitale Alger, 1940-1944, Souvenirs, L'Harmattan, Paris, 2019.
- André Kaspi, « Les États-Unis et le problème français de novembre 1942 à juillet 1943 », Revue d'histoire moderne et contemporaine, t. 18, no 2,‎ avril-juin 1971, p. 203-236 (lire en ligne).
- Christine Levisse-Touzé, L'Afrique du Nord dans la guerre, 1939-1945, Paris, Albin Michel, 1998, 467 p. (ISBN 2-226-10069-5).
- Henri Michel, Darlan, Hachette, Paris, 1993.
- Robert Paxton (trad. de l'anglais par Pierre de Longuemar, postface Claude d'Abzac-Epezy), L'Armée de Vichy : le corps des officiers français, 1940-1944 [« Parades and Politics at Vichy : the French Officer Corps under Marshall Pétain »], Paris, Tallandier, 2004, 586 p. (ISBN 2-84734-139-0, présentation en ligne). Réédition : Robert Paxton (trad. de l'anglais par Pierre de Longuemar, postface Claude d'Abzac-Epezy), L'Armée de Vichy : le corps des officiers français, 1940-1944 [« Parades and Politics at Vichy : the French Officer Corps under Marshall Pétain »], Paris, Éditions du Seuil, coll. « Points Histoire » (no 352), 2005, 586 p. (ISBN 2-02-067988-4, présentation en ligne).
- Annie Rey-Goldzeiguer, Aux origines de la guerre d'Algérie. 1940-1945, de Mers-el-Kébir aux massacres du Nord-Constantinois, Éditions La Découverte, Paris 2002.

### Enquêtes journalistiques et témoignages
- José Aboulker et Christine Levisse-Touzé, « 8 novembre 1942 : les armées américaine et anglaise prennent Alger en quinze heures », Paris, Espoir, no 133, 2002.
- Marcel Aboulker, Les Complots d'Alger, édition Les documents nuit et jour, 1945.
- René Pierre-Gosset, Expédients provisoires, Paris, Fasquelle, 1945.
- Claude Paillat, L'Échiquier d'Alger, tome 2 : de Gaulle joue et gagne, Robert Laffont, 1967.
- (en) Melvin K. Whiteleather (correspondant de guerre), Main street's new neigbors, chapitre 11, African episode extraordinary, Philadelphie & New York, J.B. Lippincot, 1945.

### Sources secondaires additionnelles
- Laurent Preziosi et Toussaint Griffi, Première mission en Corse Occupée. Paris, L'Harmattan 1988 (pages 29 à 50).
- Romain Durand, De Giraud à de Gaulle : Les Corps francs d'Afrique, L'Harmattan, Paris, 1999.
- Alfred Salinas, Les Américains en Algérie 1942-1945, L'Harmattan, 2013, chapitre 2 : « L'expédient provisoire », p. 47-86 et chapitre 3 : « La bataille d'Alger », p. 87-141.